# Alphonse Milne-Edwards
Aquest autor és citat en taxonomia animal amb el nom «Milne-Edwards».
Alphonse Milne-Edwards (París, 13 d'octubre del 1835 - 21 d'abril del 1900) fou un naturalista i zoòleg (sobretot ornitòleg) francès i expert en l'àmbit dels crustacis.
Era fill del naturalista i metge Henri Milne-Edwards (1800-1885). Alphonse va estudiar medicina i va treballar com a assistent del seu pare. El 1865 va començar com a professor a l'Escola de Farmàcia de París i va succeir al seu pare el 1876 al Museu Nacional d'Història Natural com a catedràtic d'ornitologia i cap del departament de mamífers i ocells. Va ser especialista en l'àmbit d'ocells fòssils i de recerca marina. Va ser director del museu a partir de l'any 1891. El 1879 va esdevenir membre de l'Acadèmia Francesa de les Ciències i el 1885 membre corresponent de l'Acadèmia Russa de les Ciències a Sant Petersburg.
Alphonse Milne-Edwards va morir l'any 1900. Després de la seva mort, Émile Oustalet (1844-1905) li va succeir com a director del Museu Nacional d'Història Natural.